# Bora Dugić
Bora Dugić, srbskou cyrilicí Бора Дугић [bǒːra dǔːɡitɕ]IPA, (* 10. června 1949 Đurđevo, Žabalj, SR Srbsko, Socialistická federativní republika Jugoslávie, dnes Srbsko) je srbský hudebník a flétnista.

## Mládí a profesní kariéra
Bora Dugić dokončil střední školu a pedagogickou vysokou školu v oboru matematiky. Od mládí hrál na flétnu a po dokončení středoškolského vzdělání se přestěhoval do města Kragujevac, v centrálním Srbsku. Tam se stal tajemníkem kragujevacké folklórní skupiny Abrašеvića (Абрашевића).
Aby se stal ještě populárnější, přestěhoval do srbského hlavního města Bělehradu, kde se připojil k velkému folkovém orchestru RTV Bělehrad. Je vítězem October Award, Gold Thimble Award za jeho příspěvek pro kulturu Bělehradu, a je držitelem mnoha dalších domácích i mezinárodních ocenění.
V roce 2004 oslavil 35. výročí umělecké činnosti velkým sólovým koncertem Hra ducha (Игра духа) v kongresovém centru Sava centar, v Bělehradě. V roce 2008 se objevil na Eurovision Song Contest 2008 vedle Jeleny Tomašević, kde ji doplnil hrou na flétnu v písní "Oro".
Dodnes vydal 6 alb Kola - Virtuozna Frula (1983), Sećanje Na Dižon (Сећање на Дижон, 1989), Nežno Proleće (1989), Čari Rumunskog Folklora (1996), Između Sna I Jave (2002) а Zauvek I Posle (Заувек и после, 2011). Také vydal jedno kompilační album The Art Of roku 1989.

## Osobní život
Bora Dugić je ženatý s Milankou, která se rovněž podílí na hudbě. Mají dceru Jasminu, který je návrhářka kostýmů a syna Bojana, který vystudoval Berklee College of Music v Bostonu.